# 東京★上海流行通信〜楽活好正点
『東京★上海流行通信〜楽活好正点』（とうきょう シャンハイりゅうこうつうしん ルーフゥオハオジェンディエン）は、BS-TBSで2011年11月27日から2013年3月10日まで毎週日曜日12:30 - 13:00（JST）に放送されていた生活情報番組。全66回。

## 概要
レギュラー放送としては民放初の日中合作番組。BS-TBSと中国・上海の地上波「星尚チャンネル」（Channel Young）による共同制作で、日中同時放送されている（放送内容は異なる）。編集権は両局が独自に持つ。

### 番組内容
アジアの2大都市、東京と上海で今話題の最新トレンド情報を紹介していくというもので、互いの局が自国の都市を取材して製作したロケVTRを、MCがコーナーごとに紹介していくという構成。MC出演部分はそれぞれ別々で日本側は岡本杏理がMCを担当する。なお、MC部分は話題のスポットを撮影場所としており、その都度変更される。コーナー出演者（レポーター）には、当初は中国語を話せるタレントが起用され、時に中国語を交えてのリポートが行なわれていたが、2012年夏頃からは雑誌モデルが代わって出演するようになった。
中国側のVTRは画面左右に絵柄が入ったサイドパネルが付く。また、初回から第9回までは字幕放送だったが、第10回からナレーター、声優らによるボイスオーバーになった。
2012年2月19日・26日(第12,13回)放送分では上海ロケを敢行。岡本が共同制作局の星尚を訪問したり、現地リポートを行なった。
番組内でカメラなどのフラッシュによる特殊効果を多用したイベント（例：東京ガールズコレクション等）の模様が放送される際、画面下部に「部屋を明るくして、画面から離れてご覧下さい」というテロップを表示する場合があった。

### 中国での放送
毎週日曜日12:00 - 13:00（CST）に放送されている生活情報番組『乐活好正点』（周日版）の番組後半で、日本側の映像が使用されていた。字幕放送。日本で放送されない、この番組用に撮影された日本側のロケVTRが放送されることもある。
第36回（2012年9月16日）から日本のVTRは放送されなくなり、2013年の放送（第52回/1月6日〜）からは「乐活好正点 周日版 巴黎」にリニューアル。12時からの30分番組に短縮され、フランス・パリについての情報を扱っている。
『乐活好正点』は2008年11月から開始、平日に放送。台湾・東森綜合台、シンガポール・Channel U（放送は終了）、香港・TVB8と制作協力、各局で放送されている。2012年から日曜放送の「周日版」を開始。MCは女性アナウンサーの楊楽(ようらく)。日本では上海文化広播新聞伝媒集団（SMG）傘下の東方寛頻が配信するインターネットテレビで視聴可能。

## 出演
MC
- 岡本杏理　※リポーターでも出演

### コーナー出演
TOKYOトレンド
- ケリー杏（-#30）
- 神田東来（-#13）
- ひうら姉妹（樋浦舞花、樋浦結花）（#35,38,43,45,,65 /結花のみ #47,54）
- 大出千尋（#38,44,57）
- 上田眞央（#41,52-55,57,61）
- MiNo（#65）

TOKYOストリート★ナビ
- ローラ・チャン

TOKYOステーション★ナビ
- 梨衣名（#56,58-60,62-64）

SHANGHAIトレンド
| - 洋子 - 鄭琳(テイ・リン) - 蘇夢(セシリア・スー) - 高美(ガオメイ) - 淳子 - スタイリスト - 吉承 - モデル - リンファー - シン・ハン - 山内藍 - ティン・シャオチュン | - 沈婷(シンテイ) - 項茜喬(Cissce) - 立青(リー・チン) - JERRY - ウェンジン - リンゼン - 韓璐璐(ハン・ルールー) - 百克力(バイ・カーリー) | - 彦池(イェン・チィー) - 文婧(ウェン・ジン) - ヤー・ジン - ショウ・ビン - 丁ティン - ジャオ・チュン - ヤン・ルー - ハオ・ジェー |

ゲスト出演
- 高橋メアリージュン（#5/TOKYOトレンド）
- メロディー洋子（同上）
- 里山拓斗（同上）
- 佐々木希（#12/TOKYOトレンド）
- 大政絢（#16,17/TOKYOトレンド）
- 林田岬優（#42/TOKYOイベントナビ）
- 梨衣名（#48/TOKYOイベントナビ）

## コーナー
- TOKYOトレンド

東京の最新トレンド情報を紹介する。恒例企画に渋谷の「ranKing ranQueen」や「ヴィレッジヴァンガード」での人気グッズランキング発表があった。
- 上田眞央のパンケーキコレクション

パンケーキをこよなく愛する上田眞央が都内で注目のパンケーキ店を紹介していく食レポ企画。第52回より開始。
- TOKYOアンテナ

ちょっと気になるブームの種をキャッチして噂の現場を調査する。リポーター担当は上田眞央。第54回より開始。
- TOKYOストリート★ナビ

東京の観光スポットから下町までいろんな場所をローラ・チャンが探索。お店に立ち寄りリポートする。
- TOKYOイベントナビ

日本で行なわれたイベントをリポートする。リポーター担当は岡本やローラ。ナレーションのみの場合もある。
- TOKYOグルメ遺産

老舗と呼ばれるお店の中でも特に老舗の長年愛され続ける伝統あるグルメを紹介。岡本がグルメリポーターに挑戦する。第44回より開始。
- TOKYOステーション★ナビ

東京の人気ステーションの穴場スポットを梨衣名が紹介する。第55回より開始。
- SHANGHAIトレンド

上海の最新トレンド情報を紹介。中国のタレントやモデルが出演して流行のグルメやファッションなどをリポートする。中国・星尚(CHANNEL YOUNG)制作。第12,13回は番組初の上海ロケを敢行、岡本の現地リポートが放送された。第13回では星尚を訪問して中国側のMC楊楽と初顔合わせを果たし、2人で一緒にリポートも行なった。第48,49回には2度目の上海ロケを敢行、岡本がリポーターを務めた。
- 杏理の写メNEWS

MCパートで岡本が最近気になっているモノを写メで紹介する。このほか、オープニングでは自身の衣装紹介、エンディングでは中国語に関する豆知識を披露する。

## スタッフ
- 構成：中川ゆーすけ
- オープニングタイトル：古田亘
- オープニングテーマ曲：遠藤浩二
- 撮影：田宮長昭、江森太一、中山英樹、寺戸秀行、小林重徳、小森谷健太郎、仲島秀男
- ナレーター：中川雄介、山口京香
- 声の出演[6]：赤井睦、淺川正寛、荒井友紀、今井美由紀、上杉勇人、岡田幸、岡田奈美、岡田由里子、門松藤子、楠見隆、熊谷恵美、齋藤玲奈、佐々木絵里、佐藤真三、沢井一平、重道吉樹、SHOW.平、嶋野尚太、清水千尋、杉山直毅、竹岡史乃、田島麻紘、田中景子、谷川誠、戸川加奈子、中野由季子、橋本信明、林えりか、樋口めぐみ、深森らえる、細井レオナ、御子柴明子、峰松希匡、宮崎瑠夏、宮島丈弥、門馬和秀、山田晶子、山本真弓、山本由美、吉田茂幹
- グラフィック制作：小川留奈
- 中国語翻訳：李浄植
- 協力：大富、放映サービス、CRAZY TV、アスクマネージメント、Backyard Studio
  - MCパート収録場所：セルリアンタワー東急ホテル(#1-7)、DESIGN FESTA GALLERY 原宿(#8-11)、代々木VILLAGE(#12-16)、DAIKANYAMA T-SITE GARDEN(#17-21)、三井アウトレットパーク 木更津(#22,23)、渋谷ヒカリエ（#24-28）、浅草文化観光センター（#29-30）、レゴランド・ディスカバリー・センター東京（#31）、東急プラザ表参道原宿（#32,33）、伊豆急（#34,35）、デックス東京ビーチ（#36,37）など
- アシスタントディレクター：劉博
- ディレクター：横尾初喜、髙木大輔、田中麻紀子、金子弘明、吉田晃浩
- アシスタントプロデューサー：伊香賀沙織、前島孝充
- プロデューサー：浦城義明、工藤久男、白坂宏至、張馳（星尚）
- チーフプロデューサー：丹羽多聞アンドリウ
- 制作協力：スイートルーム
- 製作著作：BS-TBS、星尚

星尚（CHANNEL YOUNG）
- エグゼクティブプロデューサー：鮑暁群、江潜
- ディレクター：張馳
- プロデューサー：華晹

## 備考

### 特番による休止・変更
- 2012年4月8日（第19回）：マスターズオープンゴルフトーナメント放送のため、90分繰り下げの14:00 - 14:30に放送。
- 2013年1月13日：第21回全日本高等学校女子サッカー選手権大会中継のため休止。